# Concordia (Missouri)
Concordia és una població dels Estats Units a l'estat de Missouri. Segons el cens del 2000 tenia 2.360 habitants.

## Demografia
Segons el cens del 2000, Concordia tenia 2.360 habitants, 929 habitatges, i 614 famílies. La densitat de població era de 542,4 habitants per km².
Dels 929 habitatges en un 29,3% hi vivien nens de menys de 18 anys, en un 54,6% hi vivien parelles casades, en un 9,3% dones solteres, i en un 33,8% no eren unitats familiars. En el 31,1% dels habitatges hi vivien persones soles el 16,4% de les quals corresponia a persones de 65 anys o més que vivien soles. El nombre mitjà de persones vivint en cada habitatge era de 2,38 i el nombre mitjà de persones que vivien en cada família era de 2,98.
Per edats la població es repartia de la següent manera: un 23,5% tenia menys de 18 anys, un 7,7% entre 18 i 24, un 25,4% entre 25 i 44, un 18,8% de 45 a 60 i un 24,7% 65 anys o més.
L'edat mediana era de 40 anys. Per cada 100 dones de 18 o més anys hi havia 76,4 homes.
La renda mediana per habitatge era de 33.906 $ i la renda mediana per família de 43.605 $. Els homes tenien una renda mediana de 30.302 $ mentre que les dones 20.068 $. La renda per capita de la població era de 16.813 $. Entorn del 8% de les famílies i el 10% de la població estaven per davall del llindar de pobresa.

## Poblacions properes
El següent diagrama mostra les poblacions més properes.